# Ханабірамочі
Ханабірамочі (яп. 葩餅) — японські солодощі (ваґаші), як правило, їдять на початку року. Ханабірамочі також подається до перших чайних церемоній нового року.

## Походження
Назва «ханабірамочі» буквально означає «біла пелюстка мóчі». Первинна форма ханабірамочі була хішіханабіра, десерт, який з'їдався імператорською сім'єю на спеціальних заходах приурочених святкуванню початку року.
Ханабірамочі вперше був приготований в період Мейдзі (8 вересня 1868 — 30 липня 1912), але тепер є символом нового року.

## Форма
Точна форма ханабірамочі строго визначена традиціями. Білий мочі плоскої і круглої форми, згинають, щоб надати напівкруглу форму, повинен бути рожевого кольору в середині і білого по краях. На відміну від дайфуку, мочі не повинні повністю закривати середину.
У центр ханабірамочі кладеться шар анко, солодка бобова паста, зазвичай, з білих підсолоджених бобів. В самому центрі - смужка солодкого гобо, яка виступає з мочі з обидвох сторін.

## Значення і символіка
Кожен елемент ханабірамочі має значення:
Червоний колір, який виступає з білого мочі не тільки символізує новий рік, але і асоціюється з японським абрикосом/сливою (уме), який в свою чергу означає чистоту, наполегливість і оновлення пов'язані з новим роком.
Гобо являє собою пресовану аю, рибу ексклюзивну для Східної Азії, і молитву за доіге життя.